# パン旅。
『パン旅。』（パンたび）は、NHK BSプレミアムで2016年3月29日より不定期で放送されていた紀行・情報番組である。

## 概要
「パン好き」を公言している女優の木南晴夏が女性ゲストと共に日本各地の観光地を巡り、絶品のパンを探すグルメ紀行番組。
一部はBS4Kで放送。

## ゲスト出演者
※出典
| 放送日         | 相棒                 | サブタイトル                                                              |
| -------------- | -------------------- | ------------------------------------------------------------------------- |
| 2016年3月29日  | 蔵下穂波             | 「はんなりこんがり 京都はパン天国！」                                     |
| 2016年9月15日  | 蔵下穂波             | 「発見！那須高原は絶品パンの宝庫」                                        |
| 2016年9月22日  | 江上敬子             | 「神戸のパン いいとこどりの一日旅」                                       |
| 2017年4月5日   | 江上敬子             | 「ゆったり味わう！鎌倉の絶品ナチュラルパン」                              |
| 2017年4月12日  | 森保まどか           | 「長崎縦断！ご当地パンなぞ解きトリップ」                                  |
| 2017年4月19日  | SHELLY               | 「最新！Tokyoサンドイッチコレクション」                                   |
| 2017年10月4日  | 佐藤めぐみ           | 「甘い！新鮮！濃厚！ 十勝 食べ尽くしっ！」                                |
| 2017年10月11日 | 浅田舞               | 「名古屋で仰天！おいしさ続々進化中!!」                                    |
| 2017年10月18日 | 横澤夏子             | 「ふわふわ ハッピー！房総はやさしいパンの宝庫」                           |
| 2019年2月12日  | 大野いと             | 「おしゃれパン激戦区（1）都会のいやし系！中目黒・都立大学編」             |
| 2019年2月13日  | 宮嶋麻衣             | 「おしゃれパン激戦区（2）おいしさ進化系！自由が丘・大岡山編」             |
| 2019年2月14日  | 岡本あずさ           | 「おしゃれパン激戦区（3）トキメキの連続！横浜編」                         |
| 2019年2月15日  | 富山えり子           | 「おしゃれパン激戦区（4）新鮮な食材が満載！三浦半島編」                   |
| 2019年2月19日  | 松井玲奈             | 「隅田川沿いの斬新パン（1）勝どき・門前仲町編」                           |
| 2019年2月20日  | 大野いと             | 「隅田川沿いの斬新パン（2）東日本橋・本所吾妻橋編」                       |
| 2019年2月21日  | 内田理央             | 「隅田川沿いの斬新パン（3）浅草編」                                       |
| 2019年2月22日  | 佐藤めぐみ           | 「隅田川沿いの斬新パン（4）日暮里・王子編」                               |
| 2019年2月26日  | 横澤夏子             | 「東京・穴場のパン屋さん（1）赤羽橋・麻布十番編」                         |
| 2019年2月27日  | 眞鍋かをり           | 「東京・穴場のパン屋さん（2）神楽坂・護国寺編」                           |
| 2019年2月28日  | 中川翔子             | 「東京・穴場のパン屋さん（3）高円寺編」                                   |
| 2019年3月1日   | 丸山桂里奈           | 「東京・穴場のパン屋さん（4）立川・八王子編」                             |
| 2019年3月5日   | はいだしょうこ       | 「住宅街のぜいたくパン（1）代々木八幡編」                                 |
| 2019年3月6日   | 橋本マナミ           | 「住宅街のぜいたくパン（2）松陰神社前・下北沢編」                         |
| 2019年3月7日   | 江上敬子             | 「住宅街のぜいたくパン（3）向ヶ丘遊園・美しが丘編」                       |
| 2019年3月8日   | 鈴木奈々             | 「住宅街のぜいたくパン（4）湘南編」                                       |
| 2019年9月10日  | 小芝風花             | 「鎌倉・奥深いパンの世界にワクワク！」                                    |
| 2019年9月11日  | 美村里江             | 「川越・見てワクワク！食べてビックリ！新たな歴史を作るパン」              |
| 2019年9月12日  | 山崎静代             | 「箱根・旅情を誘う個性派パン！」                                          |
| 2019年9月13日  | 優木まおみ           | 「軽井沢・魅惑の避暑地の熱ーいパン魂」                                    |
| 2019年9月17日  | 山田優               | 「神戸・パン激戦区は個性で勝負！」                                        |
| 2019年9月18日  | 本上まなみ           | 「京都・千年の都を彩る個性派パン屋さん」                                  |
| 2019年9月19日  | 紺野まひる           | 「宝塚・夢膨らむ！エンタメパン」                                          |
| 2019年9月20日  | 東風万智子           | 「大阪・“食いだおれの街”の絶品パン」                                      |
| 2020年3月17日  | 美山加恋             | 「広尾・恵比寿 外国人が集う街で日本のパンを再発見！」                     |
| 2020年3月18日  | エレナ・アレジ・後藤 | 「雑司が谷・早稲田 町のパン屋さんで日本のパンを再発見！」                 |
| 2020年3月19日  | 高橋みなみ           | 「府中・珍しいパンに夢中な都会のオアシス」                                |
| 2020年3月20日  | 寺島しのぶ           | 「巣鴨 おなかの底から元気いっぱい！」                                     |
| 2020年3月24日  | トリンドル玲奈       | 「本郷 古きよきパンを愛で、新しきパンを愉しむ」                           |
| 2020年3月25日  | ヨンア               | 「葛西・瑞江 開放感いっぱい！ワクワクの新食感」                           |
| 2020年3月26日  | LiLiCo               | 「神田 カレーの街で進化を続けるカレーパン」                               |
| 2020年3月27日  | 瀬戸カトリーヌ       | 「北千住 クリームパンの甘くて深～い世界！」                               |
| 2021年3月2日   | 内田理央             | 「原宿 個性が爆発！ポップなスイーツパン」                                 |
| 2021年3月3日   | 山田優               | 「代官山 オシャレママもトリコのパン革命！」                               |
| 2021年3月4日   | 寺島しのぶ           | 「根津 アートな路地裏で見つけた深〜い味わい！」                           |
| 2021年3月5日   | 美村里江             | 「高輪・白金 “おなか”も“心”もリッチに！」                                 |
| 2021年3月9日   | トリンドル玲奈       | 「自由が丘 オトナ女子のごほうびクロワッサン」                             |
| 2021年3月10日  | すみれ               | 「奥三茶 住宅街に広がるオトナのパンライフ」                               |
| 2021年3月11日  | 瀬戸カトリーヌ       | 「立石・堀切 ガッツあふれるパン魂！」                                     |
| 2021年3月12日  | 眞鍋かをり           | 「横浜 メード・イン・ジャパンの新しい風」                                 |
| 2021年3月16日  | 鈴木奈々             | 「芝公園 オフィスワーカーを癒やす極上サンド」（BS4K。BSPは2021年5月18日） |
| 2021年3月26日  | 小芝風花             | 「清澄白河 一点突破のマイワールド！」（BS4K。BSPは2021年5月14日）         |
| 2021年7月14日  | はいだしょうこ       | 「吉祥寺 自分らしさを愛する町のキャラだちパン」                           |
| 2021年7月21日  | 橋本マナミ           | 「渋谷 ”文化のるつぼ”で愛される本物の味」                                 |
| 2021年9月9日   | とよた真帆           | 「伊豆高原 アートな高原でリッチを極める」                                 |
| 2021年9月10日  | 美村里江             | 「秩父 レトロな街をパンで元気に！」                                       |
| 2021年9月21日  | すみれ               | 「南房総 ホットで味わう“スローライフ”」                                   |
| 2021年9月22日  | 高島礼子             | 「小田原 パンが育む城下町の絆！」                                         |
| 2022年2月22日  | 足立梨花             | 京都の旅・4日間「嵯峨・嵐山 ニュースタイルで味わう京食材」                |
| 2022年2月23日  | 安田美沙子           | 京都の旅・4日間「宇治 ユニークなお茶三昧」                                |
| 2022年2月24日  | 本上まなみ           | 京都の旅・4日間「天橋立 海の京都のふるさと自慢」                          |
| 2022年2月25日  | 横山由依             | 京都の旅・4日間「四条・西陣界隈 千年の都でほおばる見目麗しのパン」        |
| 2023年5月19日  | 安田美沙子           | 2022年2月23日の再放送。                                                   |
| 2023年5月19日  | 横山由依             | 2022年2月25日の再放送。                                                   |